# Отвага (станция)
Отвага — железнодорожная станция 4-го класса Самарского региона Куйбышевской железной дороги.
По характеру работы является грузовой. Расположена на участке Жигулёвское Море — Сызрань.
При станции находится одноимённый населённый пункт.
Открыта в 1962 году. Развитие станция получила  после завершения строительства Куйбышевской ГЭС.
С 2009 года на станции эксплуатируются блок-модульные котельные, работающие на газе.